# İslam I Giray
İslam I Giray, född okänt år, död 1537, var Krimkhanatets khan 1532–1532. 